# Cziprowci

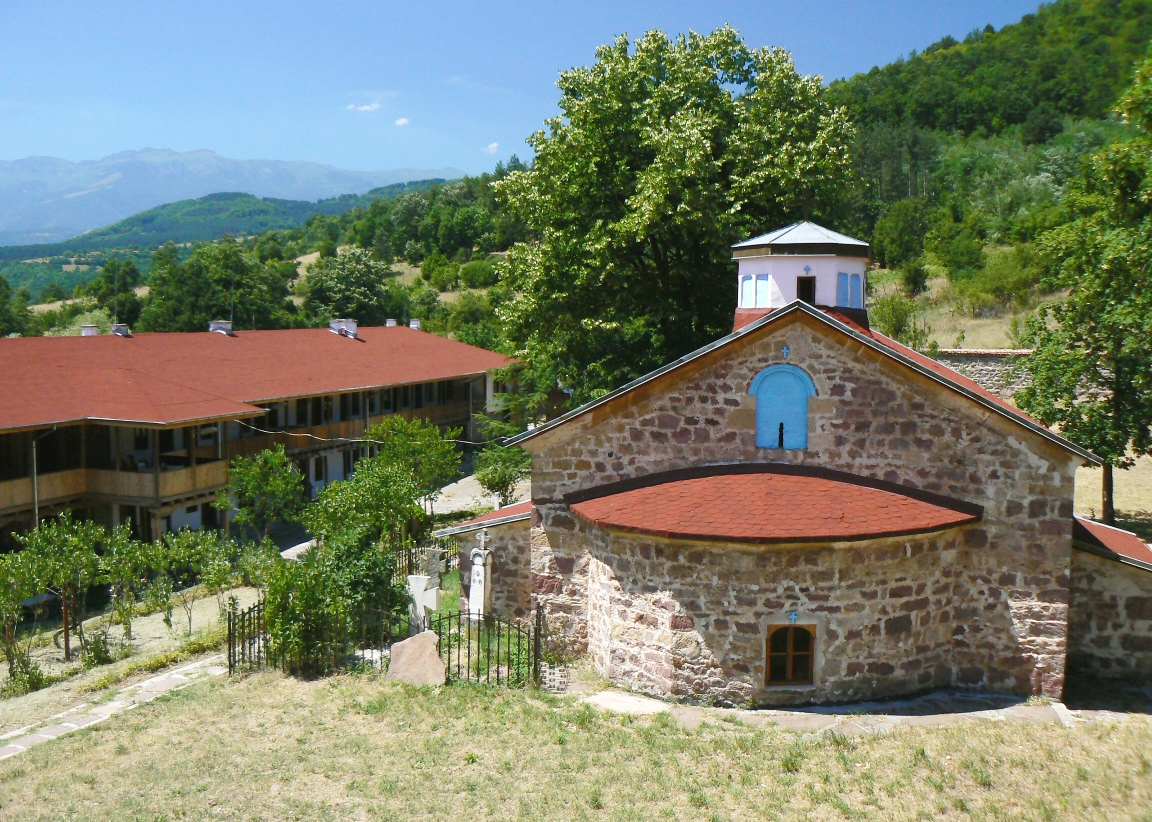
Monastyr w Cziprowci

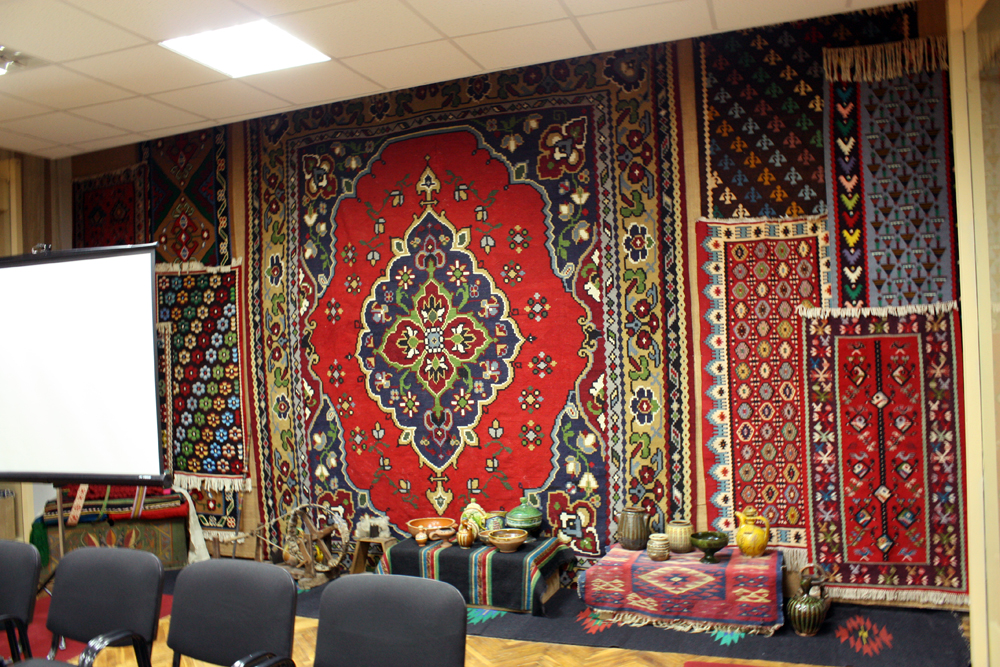
Kilimy z Cziprowci

Cziprowci (bułg. Чипровци) – miasto w północno-zachodniej Bułgarii, w obwodzie Montana, w zachodniej Starej Płaninie, nad rzeką Ogostą, siedziba administracyjna gminy Cziprowci.

## Nazwa
Pochodzenie nazwy Cziprowci badał lingwista Iwan Duridanow. Według Duridanowa pierwotna nazwa miasta to Kipurowec (bułg. Кипуровец), która ewoluowała w wyniku procesu fonetycznego i synkopy. Nazwa jest słowiańska, lecz może pochodzić od zapożyczenia z języka greckiego – kipos gr. κήπος, pol. ogród. Inni badacze wyprowadzają nazwę Cziprowci od łacińskiego cuprum, pol. miedź, wskazując na bogactwo złóż miedzi znanych już w czasach rzymskich.

## Historia
Od średniowiecza Cziprowci było ośrodkiem górniczo-hutniczym, jednym z najważniejszych na Bałkanach ośrodkiem wydobycia srebra i złota. W pierwszych wiekach panowania Osmanów kopalnie w okolicach Cziprowci przyciągnęły katolickich górników niemieckich – głównie Niemców naddunajskich. Wraz z górnikami do Cziprowci przybyli mnisi franciszkańscy a miasto stało się prężnym ośrodkiem misyjnym z pierwszym na tych terenach klasztorem. W okresie tym miasto rozwinęło się gospodarczo, a władze osomańskie przyznały mu prawa i swobody większe niż jakiemukolwiek innemu ośrodkowi na terenie ówczesnej Bułgarii.
Zainspirowani wygraną bitwą pod Wiedniem, mieszkańcy miasta zorganizowali w 1688 roku powstanie antytureckie. Powstanie zakończyło się klęską – wojska tureckie zrównały miasto z ziemią, mieszkańców zabito lub wzięto do niewoli. Przez 30 lat miasto pozostawało niezamieszkane. Na początku XVIII wieku miasto odrodziło się i stało ośrodkiem tradycyjnego wyrobu dywanów.

## Zabytki
Ok. 6 km od Cziprowci znajduje się prawosławny monaster (bułg. Чипровски манастир) zbudowany w okresie pierwszego państwa bułgarskiego w ok. X wieku i poświęcony Iwanowi Rylskiemu.

## Kilimy z Cziprowci
Produkcja kilimów w Cziprowci rozwinęła się na początku XVIII wieku. Kilimy tkane są do dziś w tradycyjny sposób – mężczyźni zajmują się gręplowaniem i farbowaniem włóczki a tkaniem – na krośnie pionowym – kobiety. Do farbowania używane są głównie farby pochodzenia naturalnego z liści i kwiatów lokalnych roślin i kory drzew.
Tkaczki produkują ok. 2–3 m² na miesiąc. Kilimy są utrzymane w stonowanych, pastelowych kolorach, pokryte motywami geometrycznymi i symbolicznymi, np. ptaków, kwiatów w doniczkach. W użyciu jest 25 różnych motywów. Gęsto tkane, dwustronne kilimy używane są jako dywany, a każda strona utrzymuje kolory i jakość przez ok. 30 lat.
W 2014 roku tradycja produkcji kilimów z Cziprowci została wpisana na listę niematerialnego dziedzictwa UNESCO.

## Upamiętnienie
Nazwa Chiprovtsi Point – cypla na Rugged Island w archipelagu Szetlandów Południowych – pochodzi od angielskiej nazwy Cziprowci – Chiprovtsi.